# 이광 (1879년)
이광(李光, 1879년 ~ 1966년)은 대한민국의 항일독립운동가이다. 충북 청주 출생이다.

## 생애
충청북도 청주(靑州) 사람이다.

### 항일투쟁의 준비
1907년 신민회(新民會)에 가입하고 1909년 봄에 서울 양기탁(梁起鐸)의 집에서 열린 신민회 간부회의에서 국내에서는 광복운동을 기대할 수 없다고 판단하고 한국과 인접한 만주지방에 독립운동 기지를 확보하여, 민주정부와 군관학교를 설립하기로 결정하였다. 이 결정에 따라 양기탁(梁起鐸) 안태국(安泰國) 김구(金九) 이승훈(李昇薰) 등은 국내에서 자금을 조달하기로 하고 그를 비롯하여 이회영(李會榮) 이동녕(李東寧) 주진수(朱鎭壽) 장유순(張裕淳) 등은 독립운동에 적당한 지점을 매수하기 위해 만주로 떠났다. 만주에 간 그들은 남만주(南滿洲)의 여러 곳을 물색하다가 요녕성(遼寧省) 유하현(柳河縣) 삼원보(三源堡) 추가가(鄒家街)에 알맞은 기지를 선정하였다. 이 지방은 인가가 드문 황량한 미개지였으나, 땅이 기름지고 장래 발전성이 많겠다고 판단했기 때문이었다.

### 경학사와 신흥강습소
이리하여 그해 겨울에 제1차로 이철영(李哲榮) 이시영(李始榮) 이회영(李會榮) 형제와 이동녕(李東寧) 이상룡(李相龍) 김형식(金衡植) 황만영(黃萬英) 이명세(李明世) 등과 함께 그도 만주로 떠났다. 그리하여 1911년 봄에 일찍이 신민회에서 결의한 바 있는 독립기지 설치, 군관 양성의 사업으로 경학사(耕學社)를 조직하고 신흥강습소를 설치하였다. 경학사는 농사짓고 배워서 독립 국민의 자질을 갖추고 독립운동의 터전을 마련하자는 의미요, 신흥강습소는 조국 광복의 핵심 인물인 청년 군관의 양성을 목적으로 하였다. 그는 잠시 신흥학교의 교장을 지내기도 하였다.

### 상해, 북경, 남경 생활
1912년에는 북경(北京)으로 가서 신규식(申圭植)이 영도하는 동제사(同濟社)에 가입하여 활동하다가 중국 대학에서 학업을 계속하였다. 1919년 2월 길림에서 대한독립선언 대표 39명 중 1인으로 참가하여 서명하기도 하였다. 1919년 3·1독립운동이 일어나자 많은 애국지사들은 상해(上海)로 집결하여 임시정부를 수립하고 임시의정원을 설립하게 되었는데, 이때 그는 임시의정원 의원으로 피선되어 임시정부의 설립에 많은 역할을 담당하였다.
1921년 12월에는 임시정부 외무부 외교위원으로 조성환(曺成煥) 한세량(韓世良)과 함께 북경주재(北京駐在) 특파원의 임무를 맡아 교민들의 거주권 확보와 생활안정 등, 교민의 생계를 보호하였다. 1930년에는 북경(北京)에서 박용태(朴龍泰) 등과 대한독립당주비회(大韓獨立黨籌備會)를 결성하고 기관지 한국지혈(韓國之血)을 순간(旬刊)으로 발행하였는데 그는 기자로 활동하였다.
1932년 9월에는 남경(南京)에 집결한 독립투사들과 한국광복진선(韓國光復陣線)을 조직하고 그 간부가 되어 홍진(洪震) 조완구(趙琬九) 조소앙(趙素昻) 현익철(玄益哲) 조경한(趙擎韓) 엄항섭(嚴恒燮) 등과 함께 선전 활동에 전념하였다. 1938년에는 장사(長沙)에서 임시정부 호남성(湖南省) 외교원으로 활약하였으며, 1944년 3월에는 한국독립당(韓國獨立黨) 당원으로서 임시정부를 적극 지원하였다.

### 해방 후
1945년 광복을 맞이한 후 10월 15일 임시정부 환국에 앞서 교포 보호를 위해 한교선무단(韓僑宣撫團)을 조직하여 임시정부가 환국한 뒤의 중국정부와의 연락업무 및 교포 송환문제와 기타 처리할 일을 맡도록 하였다. 이에 따라 그는 화북(華北) 한교선무단 단장으로 임명되어 중국 동북 일대에서 팔로군(八路軍)에 의해 포위 당하고 있는 교포들을 중국 정부 및 미군과 교섭하여 구출해 내었다.

## 사후
- 대한민국 정부는 고인의 공적을 기려 1963년 건국훈장 독립장을 서훈하였다.